# Cuenca del Henares
La Cuenca del Henares es la cuenca hidrográfica del río Henares, que se extiende por parte de la Comunidad de Madrid y de la provincia de Guadalajara, en España. Forma parte de la cuenca hidrográfica del Tajo. En el área definida por esta cuenca se encuentran municipios como Alcalá de Henares, Nuevo Baztán, Santorcaz y Loeches. Algunos organismos han definido esta cuenca como una comarca de carácter turístico, con la mayoría de sus municipios.

## Flora y fauna
En esta histórica zona, sembrada de huertas y cereal, podemos contemplar diversas aves acuáticas, cigüeñas blancas, avutardas y cernícalos, así como perdices y codornices.
Son lugares de interés natural las Riberas del Henares y Jarama y la Cañada Real Galiana. La flora se compone principalmente de álamos, chopos y sauces, típica vegetación de ribera.

## Municipios de la cuenca del río Henares

Cuenca del río Henares en la Comunidad de Madrid.

La cuenca del río Henares está formada por los siguientes municipios,[cita requerida] con la superficie en kilómetros cuadrados, y su población en el año 2021:
| Municipios en la Provincia de Guadalajara | Superficie (km²) | Población |
| ----------------------------------------- | ---------------- | --------- |
| Total cuenca                              |                  |           |
| Alovera                                   |                  |           |
| Azuqueca de Henares                       |                  |           |
| Cabanillas del Campo                      |                  |           |
| Carrascosa de Henares                     |                  |           |
| Castejón de Henares                       |                  |           |
| Castilblanco de Henares                   |                  |           |
| Chiloeches                                |                  |           |
| El Casar                                  |                  |           |
| Espinosa de Henares                       |                  |           |
| Galápagos                                 |                  |           |
| Guadalajara                               |                  |           |
| Horma                                     |                  |           |
| Humanes                                   |                  |           |
| Jadraque                                  |                  |           |
| Marchamalo                                |                  |           |
| Moratilla de Henares                      |                  |           |
| Pozo de Guadalajara                       |                  |           |
| Quer                                      |                  |           |
| Sigüenza                                  |                  |           |
| Torrejón del Rey                          |                  |           |
| Tórtola de Henares                        |                  |           |
| Villaseca de Henares                      |                  |           |
| Villanueva de la Torre                    |                  |           |
| Yunquera de Henares                       |                  |           |
| Municipios en la Comunidad de Madrid | Superficie (km²) | Población |
| ------------------------------------ | ---------------- | --------- |
| Total cuenca                         |                  |           |
| Alcalá de Henares                    |                  |           |
| Anchuelo                             | 21,55            | 1359      |
| Ajalvir                              |                  |           |
| Camarma de Esteruelas                |                  |           |
| Campo Real                           | 61,75            | 6416      |
| Corpa                                | 25,91            | 742       |
| Daganzo de Arriba                    |                  |           |
| Loeches                              | 44,06            | 8860      |
| Los Santos de la Humosa              | 34,89            | 2729      |
| Meco                                 |                  |           |
| Mejorada del Campo                   | 17,21            | 23 737    |
| Nuevo Baztán                         | 20,2             | 6630      |
| Olmeda de las Fuentes                | 16,57            | 357       |
| Pezuela de las Torres                | 41,44            | 927       |
| Pozuelo del Rey                      | 31               | 1190      |
| San Fernando de Henares              |                  |           |
| Santorcaz                            | 27,98            | 925       |
| Torrejón de Ardoz                    |                  |           |
| Torres de la Alameda                 | 43,79            | 7729      |
| Valverde de Alcalá                   | 13,53            | 518       |
| Villalbilla                          | 34,63            | 15 049    |